# I Want You (She's So Heavy)
"I Want You (She's So Heavy)" (Lennon/McCartney) är en låt av The Beatles, inspelad och utgiven 1969.

## Låten och inspelningen
Denna mässande och intensiva hyllning till Yoko Ono testade gruppen redan i januari 1969, och man återkom till den tre veckor efter att projektet med Let It Be hade kollapsat. Man samlades nu provisoriskt i Trident Studios där man ägnade 35 tagningar åt denna suggestiva rocklåt som man sedan skulle komma att jobba med vid ytterligare fyra tillfällen under ett halvår framåt (22 februari, 18 och 20 april, 8 och 11 augusti 1969). Man övergav nu idén om att inte använda sig av pålägg och mixade ihop tre av de bästa tagningarna, inte minst beroende på att John Lennon spelat fel ett antal gånger. De övriga tre i gruppen gillade dock låten därför att de uppskattade rytmerna, inte minst Ringo Starr fick komma till sin rätt på ett sätt som passade honom.
Robbie Robertson från The Band kallade låten ”ett jävla oväsen” något efter att den gavs ut medan andra uppskattat den just för intensiteten i Lennons erotiska besatthet. Låten kom med på LP:n Abbey Road som utgavs i England och USA 26 september respektive 1 oktober 1969.
Svenska The Hellacopters avslutade i regel sina konserter med en instrumental tolkning av låten när de turnerade. Därmed blev det den sista låt som spelades innan gruppen upplöstes 2008.